# Адзелио Вичини
Адзе́лио Вичи́ни (на италиански: Azeglio Vicini; 20 март 1933, Чезена, Италия — 30 януари 2018, Бреша, Италия) e италиански футболист, защитник. По-известен в качеството си на треньор по футбол, 5 години води Италия.

## Награди
Лични:
- „Велик офицер“ – орден „За заслуги пред Италианската Република“: 30 септември 1991 година
- Носител на наградата Малатеста – град Чезена: 27 ноември 2008 година

Италия Отборни (треньор):
- Бронзов медал (1): 1990